# دختر دارچینی (ترانه لانا دل ری)
«دختر سینامون» ترانه‌ای از هنرمند اهل ایالات متحده آمریکا لانا دل ری برای ششمین آلبوم استودیویی‌اش، نورمن فاکینگ راک‌ول! (۲۰۱۹) است. این ترانه توسط دل ری و جک آنتونوف نوشته و تهیه شده‌است.